# Ньоншуэ
Ньоншуэ (бирм.: ; — золотое банановое дерево) — город, примыкающий с севера к озеру Инле, находится в штате Шан в Мьянме. Население на 1994 составляет 1300 чел.
Ньоншуэ соединён с озером каналами. К городу можно добраться на лодке, а также на автобусе и по автомобильной дороге. Город часто посещают туристы. От аэропорта Хехо можно доехать за 40 минут на такси.
Город известен своими монастырями и необычным стилем жизни на озере Инле.

## Достопримечательности
- Монастырь Шве Ян Пьяй, основан в XIX веке, из тикового дерева с овальными окнами. Знаменит стеклянной мозаикой.
- Шанский дворец-музей
- Храмовый комплекс и ступа Ядана Ман Аун Пайя
- Монастырь Канчжи
- Монастырь Швегу
- Монастырь Янгон
- Руины древнего шанского монастыря Ниджон Таунджон
- Монастырь Чьяукпьюджи-Пайя
- Индийский храм Шри Ягдиш

## Галерея

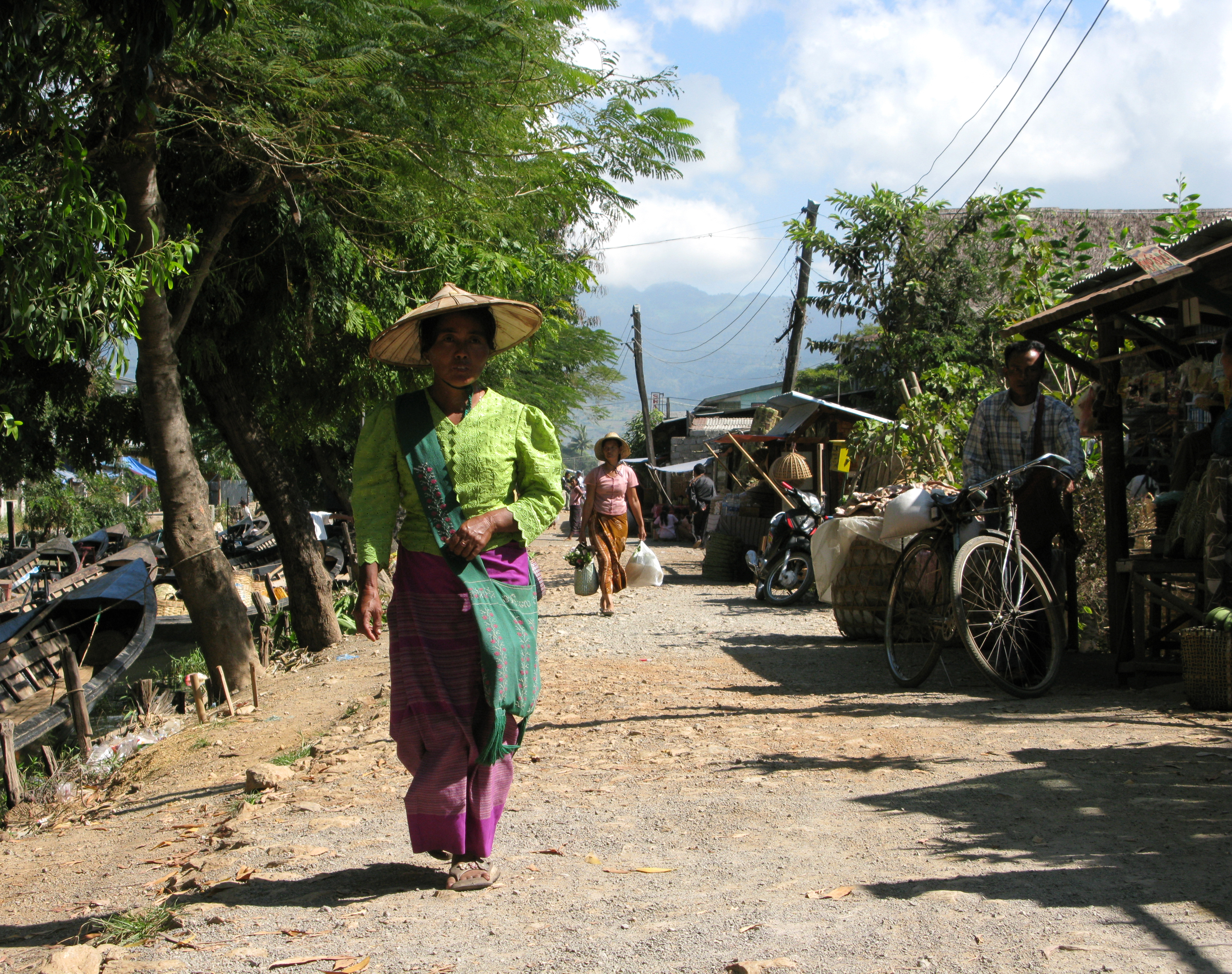
Улицы поселка
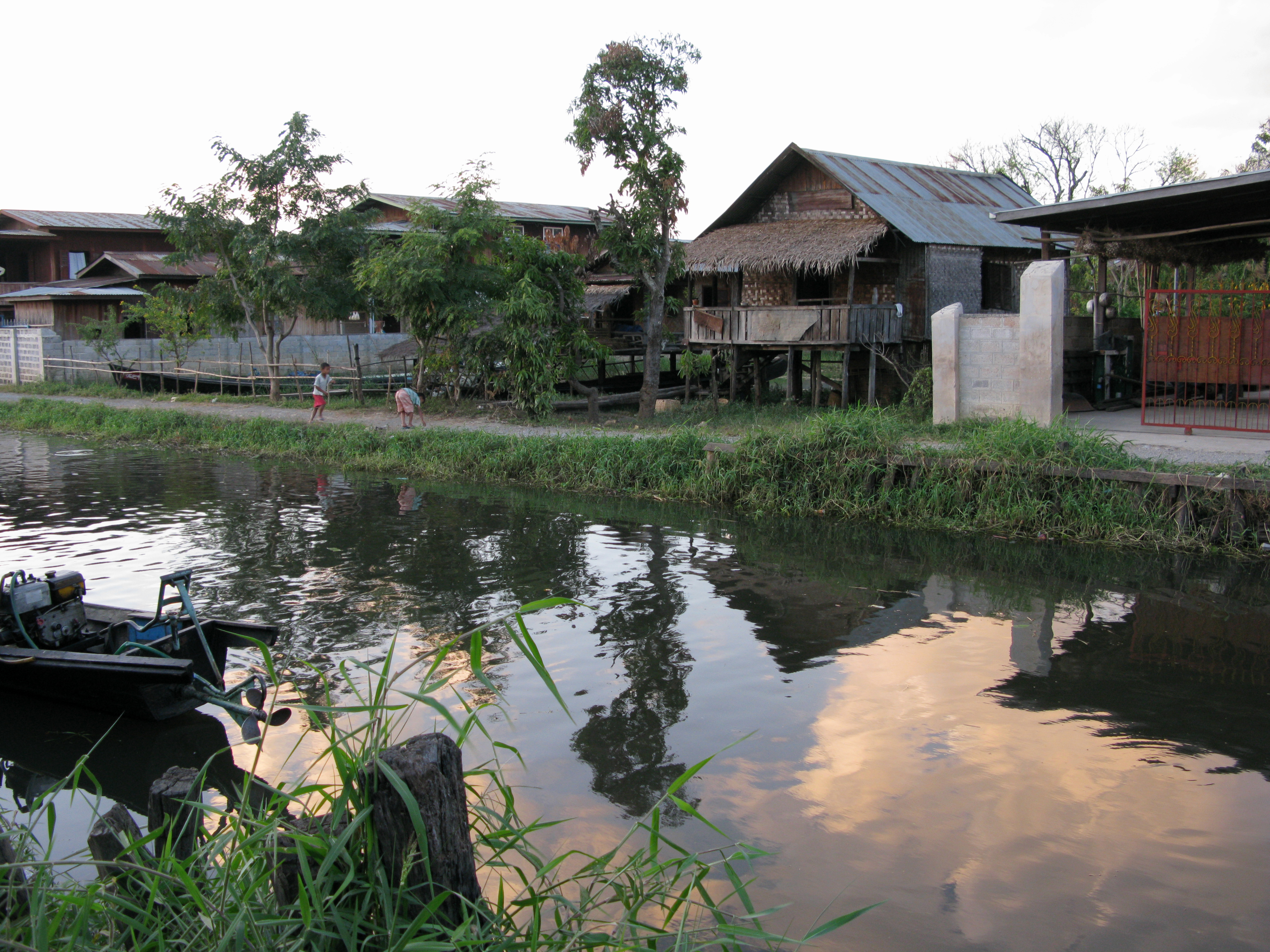
Дома, берега канала
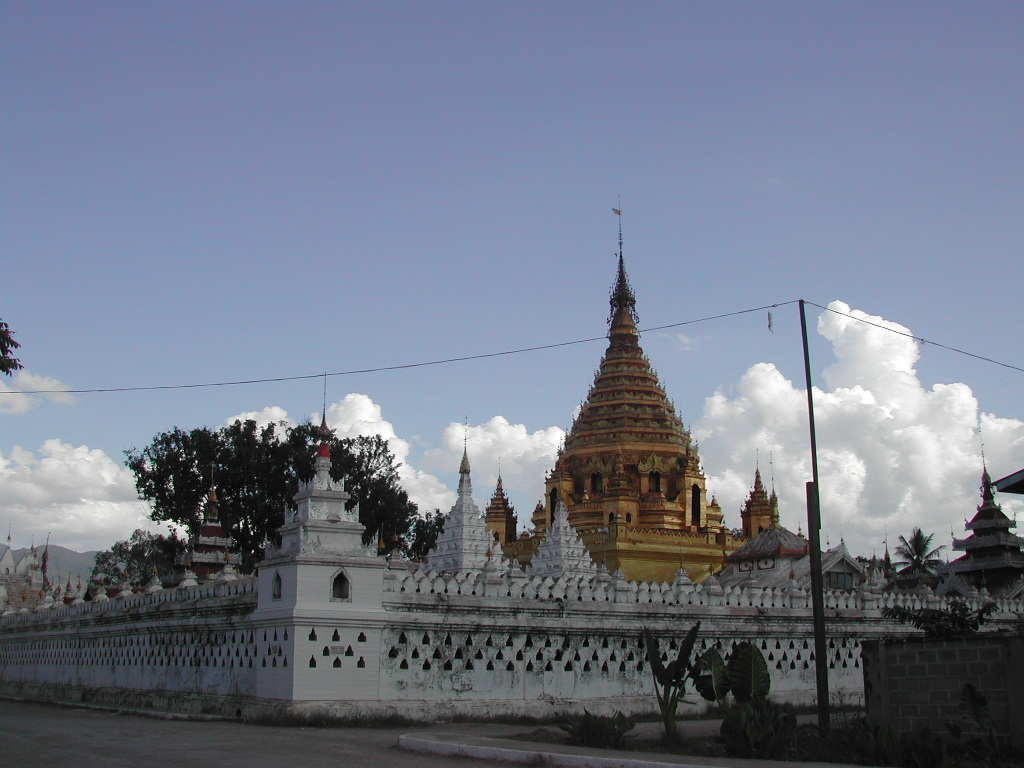
Пагода Ядана Ман Аун Пайя
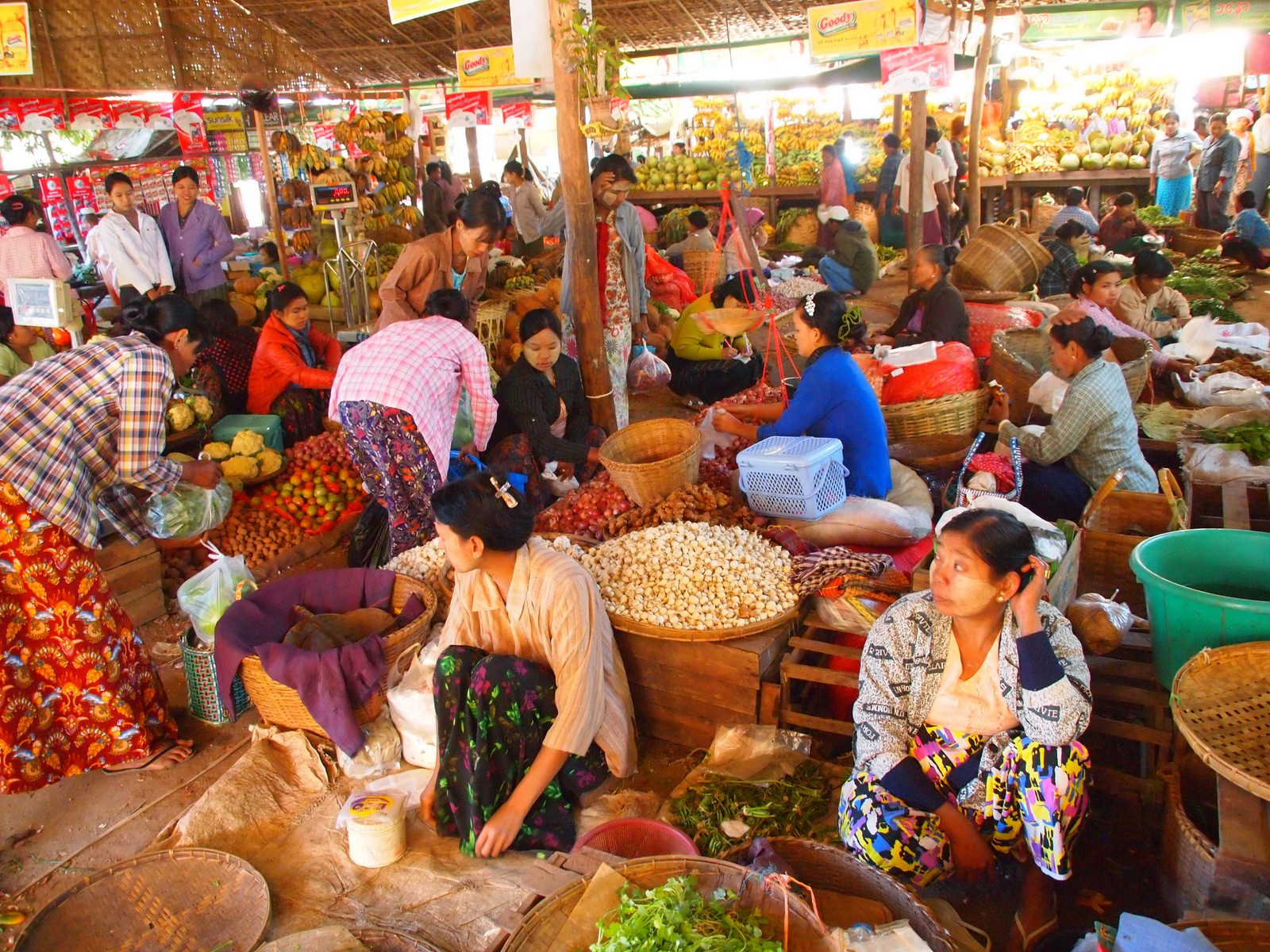
Рынок
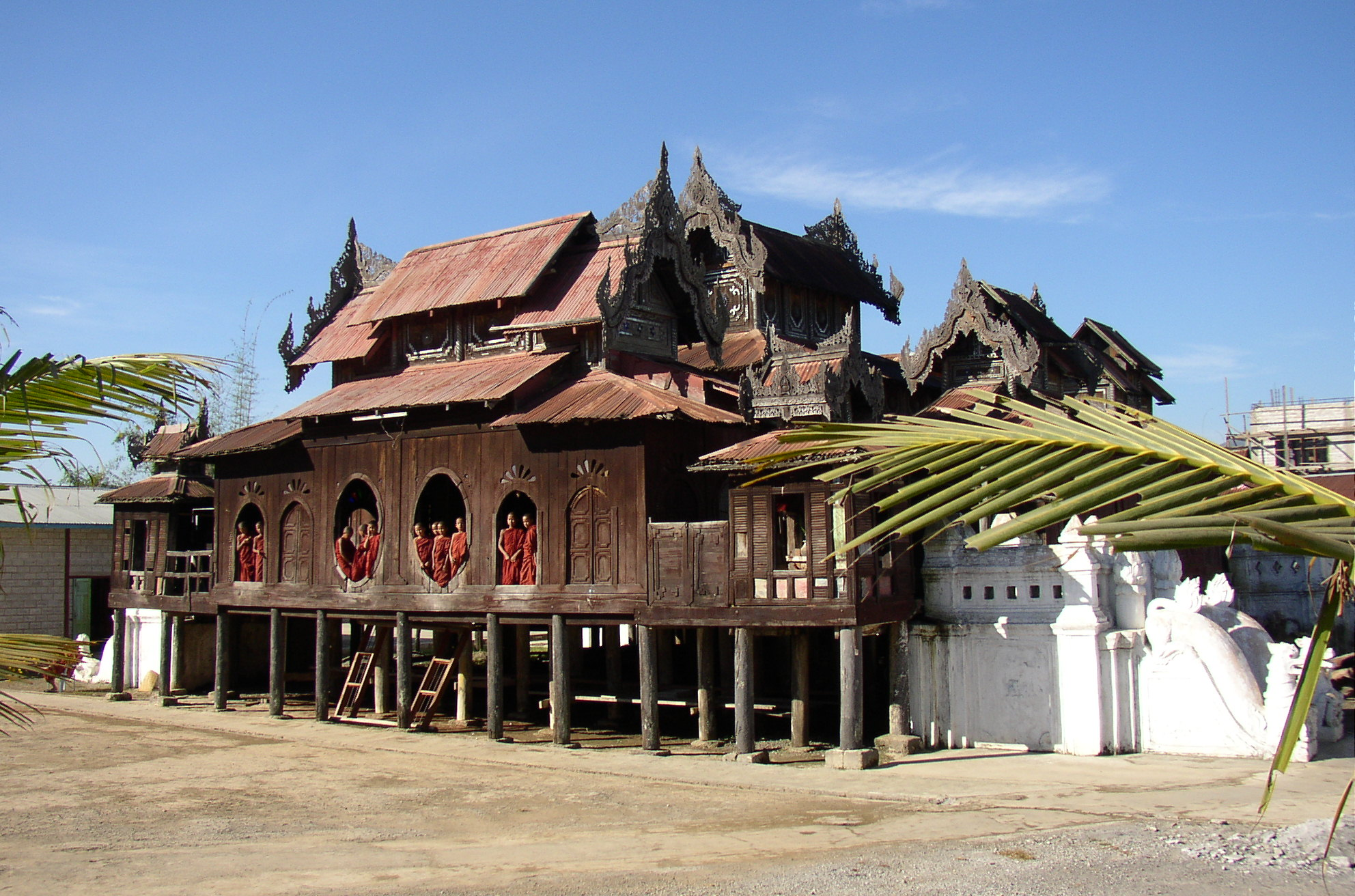
Монастырь Шве Ян Пьяй